# Знаменское (Знаменский район)
Знаменское — село в Орловской области России. Административный центр Знаменского района и Знаменского сельского поселения.
Население — 1699 чел. (2010).

## Физико-географическая характеристика
Село расположено в 44 км на северо-запад от Орла, на берегу реки Нугрь (приток Оки) на Среднерусской возвышенности в центре Восточно-Европейской равнины. Территория представляет собой приподнятую холмистую равнину.

### Время
Знаменское, как и вся Орловская область, находится в часовой зоне МСК (московское время). Смещение применяемого времени относительно UTC составляет +3:00. Время в селе Знаменское опережает географическое поясное время на один час.

### Климат
Знаменское удалено от моря и отличается умеренно—континентальным климатом (в классификации Кёппена — Dfb), который зависит от северо-западных океанических и восточных континентальных масс воздуха, взаимодействующих между собой и определяющих изменения погоды. Зима умеренно прохладная. Периодически похолодания меняются оттепелями. Лето неустойчивое, со сменяющимися периодами сильной жары и более прохладной погоды.
Атмосферные осадки выпадают в умеренном количестве, по месяцам распределяются неравномерно. Наибольшее их количество выпадает в летнее время. Увлажнение достаточное.

## История
В 1861 году село становится центром Знаменской волости Болховского уезда Орловской губернии.
5 августа 1929 года село становится центром Знаменского района Орловского округа Центрально-Чернозёмной области (с 1937 года - Орловской области).
С 1 января 2006 года село является центром Знаменского сельского поселения, объединяющего 13 населённых пунктов.

## Население
| 1939 | 1959  | 1989  | 2002  | 2010  |
| ---- | ----- | ----- | ----- | ----- |
| 1508 | ↘1462 | ↗1549 | ↗1976 | ↘1699 |